# Barbodes sirang
Puntius sirang là một loài cá vây tia trong họ Cyprinidae.a
Nó chỉ được tìm thấy ở Philippines.